# Štěpán ze Chartres
Štěpán ze Chartres (nesprávně také de la Fierté, de la Ferté; † před 18. říjnem 1130) byl rytíř a vikomt ze Chatres, bratranec jeruzalémského krále Balduina II. Po svém obrácení se stal opatem kláštera v Saint-Jean-en-Vallée v Chartres. V letech 1127–1128 se chtěl vydat na pouť do Jeruzaléma. I přes odpor Bernarda z Clairvaux, kterého požádal o radu, se na pouť do Svaté země vydal. Poté, co zemřel tamní patriarcha Gormond z Picquigny, byl zvolen jeho nástupcem, ale zakrátko umírá. Podle některých pramenů byl otráven králem Balduinem, s nímž se dostal do sporu. Během jeho krátkého působení byla na koncilu v Troyes roku 1129 schválena řehole Templářů.